# Fiche

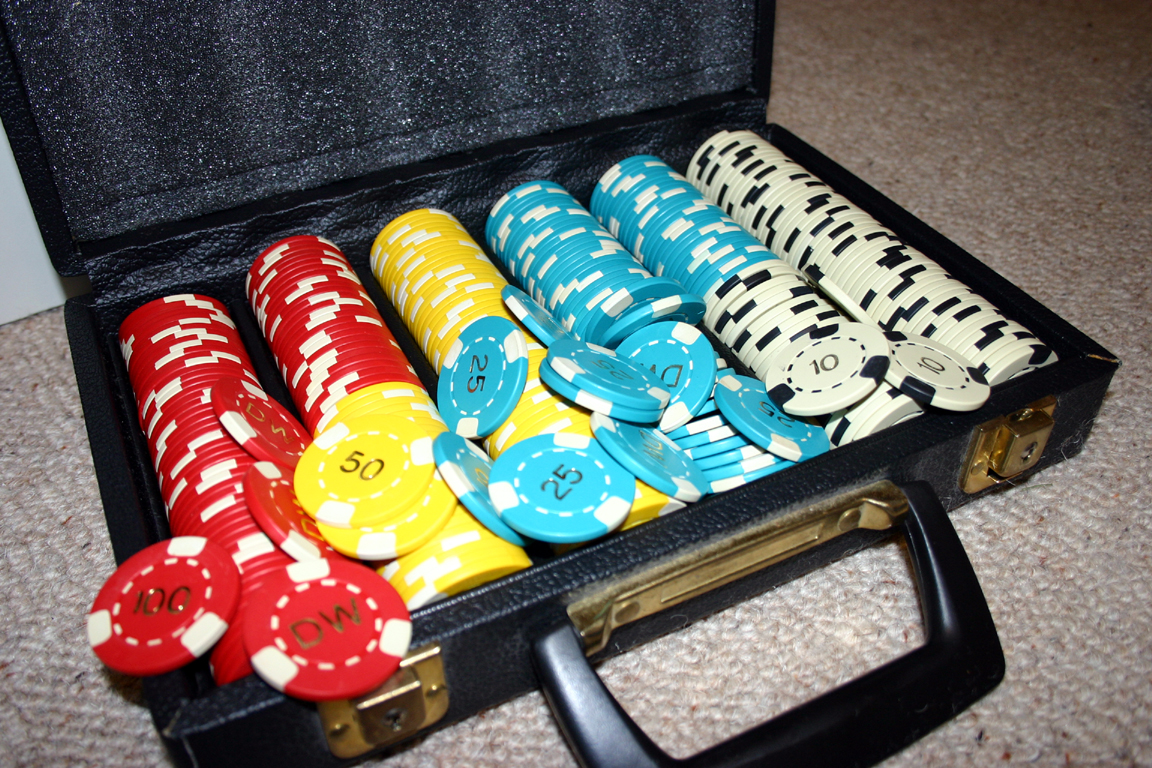
Una valigetta di fiches per il poker

Una fiche (plurale "fiches" preferito alla forma invariabile) è un gettone che viene utilizzato per vari giochi come segnapunti o in sostituzione del denaro. Talvolta, soprattutto nel mondo del poker, dove prevale l'inglese, i gettoni sono detti "chips" (singolare "chip").
Sono fatte di diverso materiale, dalla plastica di uso comune, alla terracotta ed alla ceramica in uso nei casinò.

## Uso nei casinò
L'utilizzo di tali gettoni è diffuso nei giochi d'azzardo, dove i soldi vengono convertiti in gettoni per facilitarne il cambio, la mobilità e il conteggio.
Le fiches sono diverse in ogni casinò e sono di vari colori, e dimensioni, e indicano i vari tagli di denaro, esattamente come le banconote.
La forma più comune è quella tonda, mentre alcuni casinò (soprattutto europei), utilizzano, per i tagli più grandi, fiches rettangolari.
Solitamente sono in terracotta. I loro colori, negli Stati Uniti, sono uniformati almeno per i tagli più alti ed usuali; infatti ogni casinò utilizza un valore minimo diverso: molto spesso è difficile trovare casinò con fiches inferiori ai 5 €, anche se con l'avvento di giochi più "popolari" come il poker Texas hold 'em, alcuni casinò si sono attrezzati con fiches da 1 e 2 €.

## Uso nel poker sportivo
Nel poker sportivo i gettoni non rappresentano denaro reale: sono infatti dei semplici segnapunti. Da notare come il poker sportivo non sia un gioco d'azzardo proprio perché durante il gioco non ci sono scommesse reali da fare, dato che il denaro viene utilizzato solo per pagare un'iscrizione (buy-in) e per consegnare i premi dopo il torneo.